# Wayne Barlowe
Wayne Douglas Barlowe (Glen Cove, 6 gennaio 1958) è un disegnatore e scrittore statunitense. È noto al grande pubblico per il libro Expedition, in cui affrontò i temi della biologia speculativa e dell'esobiologia.

## Biografia
Figlio degli artisti naturalisti Sy e Dorothea Barlowe, ha studiato presso la Art Students League e la The Cooper Union a New York. Durante il college ha lavorato come apprendista presso il Dipartimento delle esposizioni presso l'American Museum of Natural History. Nello periodo Barlowe collaborò con i genitori per il suo primo incarico professionale per un libro, "Instant Nature Guide to Insects" edito dalla Grossett & Dunlop nel 1979.
Nello stesso anno pubblica il suo primo libro autoprodotto, la Barlowe's Guide to Extraterrestrials, edito dalla Workman Publishing Company. La Guida venne nominata per l'American Book Award e per il Premio Hugo. Venne riconosciuto come miglior libro illustrato del 1979 per la rivista Locus e come miglior libro per giovani dall'American Library Association. La Guida è considerata da molti un classico della fantascienza contemporanea, ha venduto quasi 400.000 copie in tutto il mondo. Nel 1996 pubblicherà il seguito, Barlowe’s Guide to Fantasy.
Negli anni seguenti ha collaborato con numerose riviste, come Life, Time e Newsweek. Il secondo libro di Barlowe, Expedition, è un vero e proprio viaggio nella storia naturale in un altro mondo, composto da quaranta dipinti, cento illustrazioni in bianco e nero e duecento pagine di testo, venne pubblicato nel 1990 dalla Workman Publishing Company. L'opera ricevette recensioni entusiastiche e venne nominato per il Chesley Awards nel 1991; nello stesso anno il libro è stato votato come "Best Book for Teenagers" nel 1991 dalla New York Public Library. Nel 2005 dal suo libro è stata tratta la ducufiction Alien Planet creata da Discovery Channel.
Barlowe ha prodotto articoli diversi come libri pop-up, calendari e graphic novel. Ideò i personaggi della serie di action figure Power Lords - The Extra-Terrestrial Warriors, prodotta dalla Revell nel 1983.
Nel 1995 viene pubblicato il suo primo libro illustrato di dinosauri, scritto dal paleontologo Peter Dodson, An Alphabet of Dinosaurs, edito dalla Scholastic e che ha venduto oltre 170.000 copie. Barlowe ha anche eseguito sei dipinti importanti per il lavoro di Dodson sui dinosauri ceratopsiani, The Horned Dinosaurs, pubblicato nel 1996.
Barlowe ha ideato numerose creature aliene per vari progetti cinematografici e televisivi, come Babylon 5: Thirdspace (1998), Titan A.E. (2000), Blade II (2002), Harry Potter e il prigioniero di Azkaban (2004), Harry Potter e il calice di fuoco (2005), Hellboy: The Golden Army (2008), Ultimatum alla Terra (2008), Avatar (2009). Priest (2011), John Carter (2012), Pacific Rim (2013), R.I.P.D. - Poliziotti dall'aldilà (2013) e per la trilogia Lo Hobbit.

## Opere
- Barlowe's Guide to Extraterrestrials (1979)
- Expedition (1990)
- An Alphabet of Dinosaurs (1995)
- The Alien Life of Wayne Barlowe (1995)
- Barlowe’s Guide to Fantasy (1996)
- Barlowe’s Inferno (1999)
- Brushfire: Illuminations from the Inferno (2001)
- God’s Demon (2007)